# Rhynchina innotata
Rhynchina innotata är en fjärilsart som beskrevs av W. Warren 1913. Rhynchina innotata ingår i släktet Rhynchina och familjen nattflyn. Inga underarter finns listade.